# カール・フォン・バイエルン (1874-1927)

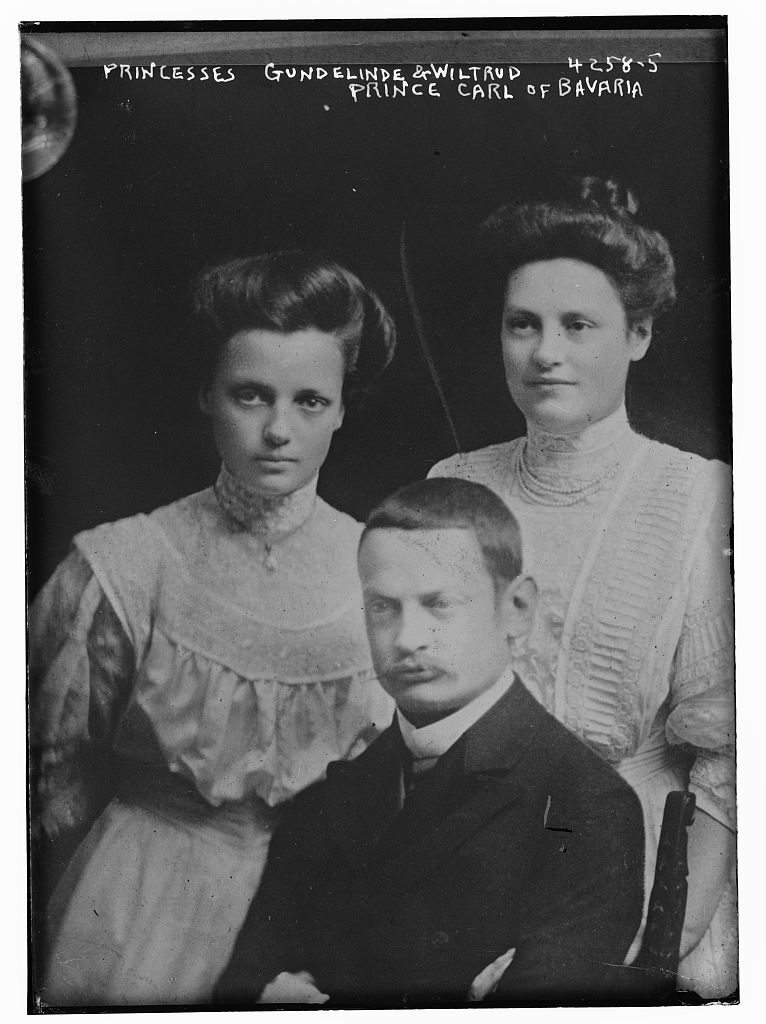
カールと2人の妹グンデリンデ、ヴィルトルート

カール・マリア・ルイトポルト・フォン・バイエルン（Karl Maria Luitpold Prinz von Bayern, 1874年4月1日 リンダウ - 1927年5月7日 ミュンヘン）は、ドイツ・バイエルン王国の王族・軍人。
1914年に最後のバイエルン王ルートヴィヒ3世となるバイエルン王子ルートヴィヒとその妻のオーストリア＝エステ大公女マリア・テレジアの間の次男として、ボーデン湖畔のヴィラ・アム・ゼー（Villa am See）で誕生。
兄ループレヒトと同じくバイエルン王国軍軍人の道を進み、予備役歩兵連隊に所属して陸軍少将まで進んだ。1892年5月5日から1918年の王政廃止まで、バイエルン邦議会の第1院（貴族院）に当たるバイエルン参議院の議員を務めた。
生涯独身のまま53歳で亡くなり、ミュンヘンの聖母教会に葬られた。

## 引用・脚注
1. ↑  Haus der bayerischen Geschichte, Bavariathek: Die Geschichte des bayerischen Parlaments seit 1819 Digitalisat
2. ↑  Haus der bayerischen Geschichte: die königliche FamilieDigitalisat